# Pozuel de Ariza
Pozuel de Ariza é um município da Espanha na província de Saragoça, comunidade autónoma de Aragão. Tem 22,81 km² de área e em 2021 tinha 17 habitantes (densidade: 0,7 hab./km²).

## Demografia
| Variação demográfica do município entre 1991 e 2004 | Variação demográfica do município entre 1991 e 2004 | Variação demográfica do município entre 1991 e 2004 | Variação demográfica do município entre 1991 e 2004 |
| --------------------------------------------------- | --------------------------------------------------- | --------------------------------------------------- | --------------------------------------------------- |
| 1991                                                | 1996                                                | 2001                                                | 2004                                                |
| 32                                                  | 29                                                  | 16                                                  | 27                                                  |